# Daiwa Securities Group
Daiwa Securities Group Inc. (大和証券グループ本社 Daiwa Shōken Gurūpu Honsha?) es un conglomerado empresarial japonés que cuenta con un banco de inversión, seguros y fondos de inversión de capital riesgo. Es además la segunda correduría de valores japonesa, solo por detrás Nomura Securities.

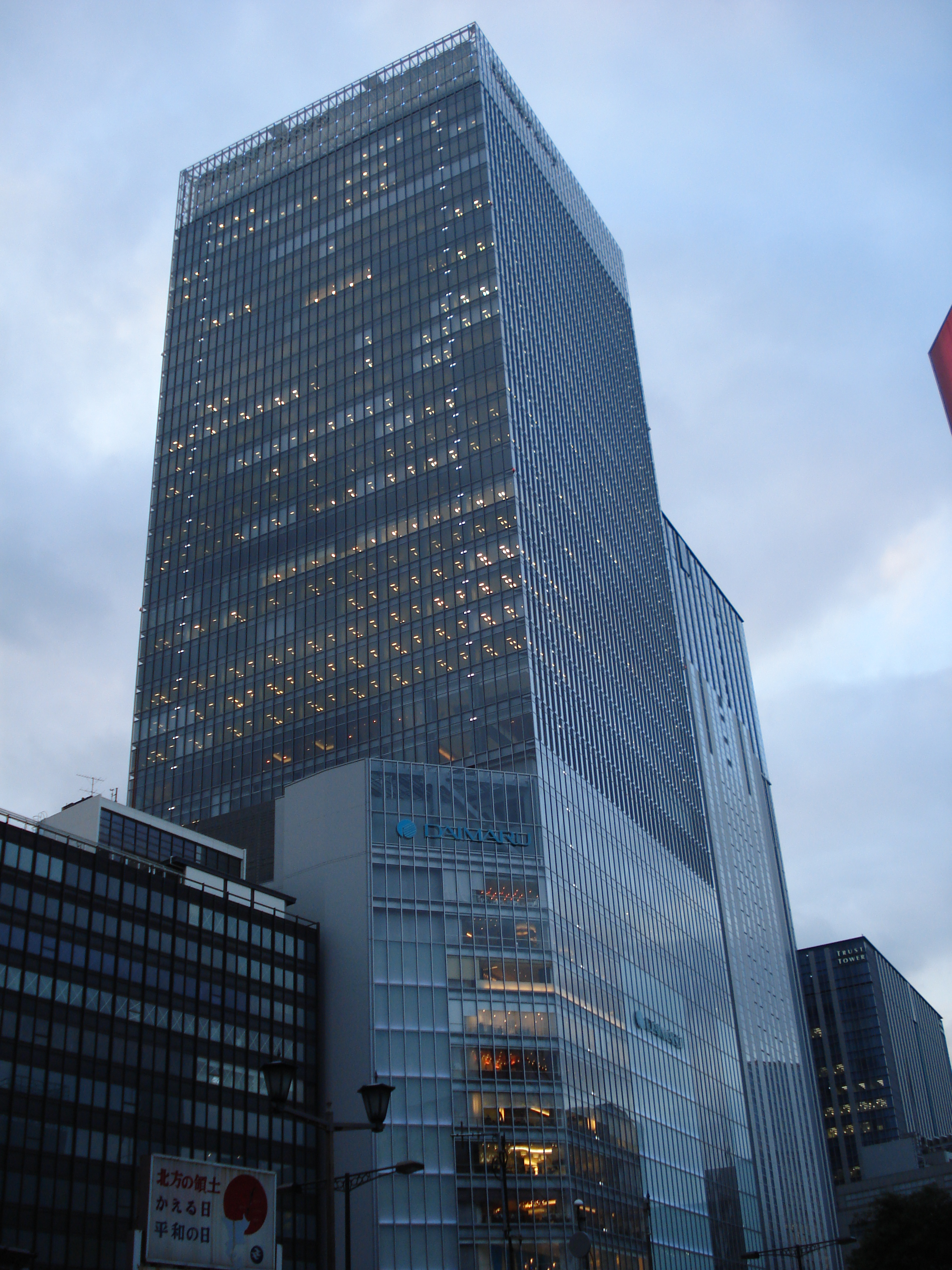
Sede de Daiwa Securities en Tokio, Japón.

Las principales filiales incluyen Daiwa Securities, que ofrece servicios minoristas como comercio en línea a inversionistas individuales y servicios de banca de inversión en Japón, así como Daiwa Capital Markets, el brazo de la firma de banca de inversión internacional (con presencia en Asia, Europa y América del Norte) que brinda servicios de asesoría, ventas y comercialización de fusiones y adquisiciones en una variedad de productos financieros a clientes corporativos e institucionales. Otras compañías del grupo proporcionan servicios de gestión de activos, investigación y fondos de capital privado.
La compañía es la cuarta accionista más importante en SL Green Realty.

## Compañías
- Daiwa Financial Holdings Co., Ltd.
- Daiwa Securities Co., Ltd.
- Daiwa Asset Management Co., Ltd.
- Daiwa Institute of Research Ltd.
- Daiwa SB Investments Ltd.
- Daiwa Securities Business Center Co., Ltd.
- The Daiwa Property Co. Ltd.
- Daiwa Capital Markets America Inc.

### Daiwa Securities Capital Markets Company
En 2012, Daiwa Securities Capital Markets Co. Ltd. se integró en Daiwa Securities Co. Ltd. como una única entidad.

## Proyectos
En julio de 2012, el Banco Central de Myanmar eligió a Daiwa Securities Group para encabezar un proyecto de $ 380 millones diseñado para desarrollar una red TIC para el Gobierno de Myanmar, red que conectaría a todos los ministerios, escuelas y hospitales a un sistema de computación en la nube, lo que conllevaría también un sistema bancario en línea seguro para el país.